# Gabriel Coronel
Gabriel Eduardo Coronel Petrilli, bardziej znany jako Gabriel Coronel (ur. 13 lutego 1987 w Caracas, w Wenezueli) – wenezuelski aktor teatralny, telewizyjny i filmowy, piosenkarz, producent filmowy i model.

## Wybrana filmografia
- 2007-2008: Ty i ja (Somos tú y yo) jako Gabriel "El Gago"
- 2009: Somos tú y yo: Nowy dzień (Somos tú y yo: un nuevo día) jako Gabriel "El Gago"
- 2012: Relaciones Peligrosas jako Mauricio Blanco
- 2013: Marido en alquiler jako José Antonio Salinas Carrasco
- 2014: Królowa serc jako Francisco "Frank" Marino / Javier Bolívar

### filmy fabularne
- 2005: Porwanie dla okupu (Secuestro express) jako Martin
- 2006: Elipsa (Elipsis) jako Damián Sutton
- 2007: 13 sekund (13 segundos) jako Darío, mąż Claudii
- 2007: Ten długi lub krótki (Ni tan largos... ni tan cortos) jako Juan Carlos
- 2007: Co ma inne (Lo que tiene el otro)
- 2008: Do proszku (Por un polvo) jako Alejandro
- 2010: Twarze diabła (Las Caras del Diablo) jako Ramirez
- 2008: Ostatni korpus (El último cuerpo)

## Dyskografia

### albumy studyjne
| Tytuł   | Szczegóły albumu                                                     | Szczytowe pozycje - wykres | Szczytowe pozycje - wykres | Szczytowe pozycje - wykres |
| Tytuł   | Szczegóły albumu                                                     | Latin Pop Albums           | Top Heatseekers            | Top Latin Albums           |
| ------- | -------------------------------------------------------------------- | -------------------------- | -------------------------- | -------------------------- |
| Desnudo | - Wydany: 23 lipca 2013 - Format: CD - Wytwórnia: Warner Music Latin | 2                          | 36                         | 14                         |

### Single
| Tytuł                  | Rok  | Szczytowe pozycje wykres | Album          |
| Tytuł                  | Rok  | Latin Pop Airplay        | Album          |
| ---------------------- | ---- | ------------------------ | -------------- |
| "Una vez más"          | 2012 | —                        | Non-album song |
| "La alegría de vivir"  | 2013 | —                        | Desnudo        |
| "Desnudo"              | 2013 | 29                       | Desnudo        |
| "Happy"                | 2013 | —                        | Desnudo        |
| "Yo te amé"            | 2013 | —                        | Desnudo        |
| "La vida sin ti"       | 2013 | —                        | Desnudo        |
| "Bailando en el limbo" | 2013 | —                        | Desnudo        |
| "La fuerza de mi ser"  | 2013 | —                        | Desnudo        |
| "Yo te haré feliz"     | 2013 | —                        | Desnudo        |
| "Llora llora"          | 2013 | —                        | Desnudo        |
| "Ritual"               | 2013 | —                        | Desnudo        |

### teledyski
| Tytuł         | Rok  | Uwagi                                     |
| ------------- | ---- | ----------------------------------------- |
| "Una vez más" | 2012 | Piosenka telenoweli Relaciones Peligrosas |
| "Desnudo"     | 2013 | Piosenka telenoweli Marido en alquiler    |
| "Yo te amé"   | 2014 | Piosenka telenoweli Królowa serc          |

## Nagrody i nominacje
| 2012 | Premios People en Español    |                                      |                       |           |
| 2012 | Premios People en Español    | Najlepszy aktor                      | Relaciones Peligrosas | nominacja |
| 2012 | Premios People en Español    | Objawienie Roku                      | Relaciones Peligrosas | nominacja |
| 2012 | Premios People en Español    | Najlepsza Para (z Sandrą Echeverríą) | Relaciones Peligrosas | nominacja |
| 2012 | Premios Tu Mundo             |                                      | Relaciones Peligrosas |           |
| 2012 | Ulubiony Aktor               | nominacja                            | Relaciones Peligrosas |           |
| 2013 | Miami Life Awards            |                                      | Relaciones Peligrosas |           |
| 2013 | Miami Life Awards            | Najlepszy aktor                      | Relaciones Peligrosas | nagroda   |
| 2013 | Premios People en Español    |                                      |                       |           |
| 2013 | Nowy Talent Telenoveli       | Marido en alquiler                   | nominacja             |           |
| 2014 | Miami Life Awards            | Marido en alquiler                   |                       |           |
| 2014 | Miami Life Awards            | Marido en alquiler                   | Najlepszy młody aktor | nominacja |
| 2014 | Premios Tu Mundo             | Marido en alquiler                   |                       |           |
| 2014 | Najlepszy aktor drugoplanowy | Marido en alquiler                   | nagroda               |           |
| 2014 | ¡Qué Papacito!               | Marido en alquiler                   | nagroda               |           |
| 2015 | Miami Life Awards            | Marido en alquiler                   |                       |           |
| 2015 | Miami Life Awards            | Najlepszy aktor                      | Królowa serc          | nagroda   |